# Гениальное ограбление
«Гениальное ограбление» (англ. Vault, другой вариант Way Down) — художественный фильм 2021 года режиссёра Жауме Балагеро. В фильме снимались Фредди Хаймор, Астрид Бержес-Фрисби и Фамке Янссен. Премьера в России состоялась 15 апреля 2021 года.

## Сюжет
Охотники за сокровищами вынуждены пригласить юного гения для помощи в ограблении Банка Испании после того, как испанские власти отобрали у них сокровища, поднятые с затонувшего корабля. Ограбление происходит во время Чемпионата мира по футболу 2010 года. Пока вся страна смотрит финальный матч на  мадридской площади перед банком — на ограбление у них 105 минут. В то время как жители собираются в огромные толпы на улицах, чтобы посмотреть игру, грабители крадутся по крышам, пробираются через туннели метро и спускаются в вентиляционные шахты, ведомые сложным квестом с одной единственной целью — найти разгадку сокровищ Дрейка.

## В ролях
- Фредди Хаймор — Том Джонсон
- Астрид Бержес-Фрисби — Лоррейн
- Сэм Райли — Джеймс
- Лиам Каннингем — Уолтер Морленд
- Луис Тосар — Симон
- Аксель Штайн — Клаус
- Хосе Коронадо — Густаво
- Фамке Янссен — Маргарет

## Релиз
Фильм вышел в кинопрокат в Гонконге 4 марта 2021 года. 31 июля стал доступен на стриминговом сервисе Netflix.